# Balalaika (chanson)
Pour les articles homonymes, voir Balalaika (homonymie).
Singles de Tsukishima Kirari starring Kusumi Koharu (Morning Musume)
Koi Kana
(12 juillet 2006) Happy
(2 mai 2007)
Balalaika (バラライカ, Bararaika) est le second single de Tsukishima Kirari starring Kusumi Koharu (Morning Musume) (月島きらり starring 久住小春 (モーニング娘。)).

## Présentation
Le single sort le 25 octobre 2006 au Japon sur le label zetima. Il atteint la 8e place du classement des ventes de l'Oricon. Il sort aussi en édition limitée avec une pochette différente et une carte de collection en supplément, ainsi qu'au format "single V" (vidéo DVD contenant les clips vidéo de la chanson-titre et un making of) deux semaines après. Il est chanté par Koharu Kusumi des Morning Musume incarnant Kirari Tsukishima, chanteuse de fiction héroïne de la série anime Kilari (Kirarin Revolution) doublée par Kusumi.
Les deux chansons du single servent de génériques de début et de fin à la série : Balalaika en est son 2e thème d'ouverture (épisodes 27 à 51), et la "face B" Mizuiro Melody en est son 3e thème de fin (épisodes 27 à 38). Elles figureront sur le premier album de "Tsukishima Kirari", ☆☆☆ (Mitsuboshi) de 2007, puis sur sa compilation Best Kirari de 2009. Balalaika sera adaptée en français sous le même titre dans la version française de la série ; sa version instrumentale figure aussi sur le single.

## Titres
| 1. | Balalaika (バラライカ)                   | Bulge / Shigeki Sako / Shigeki Sako           | 3:38 |
| 2. | Mizuiro Melody (水色メロディ)            | Shin Furuya / Katsuhiku Kurosu / Daisuke Katō | 3:34 |
| 3. | Balalaika (Instrumental) (バラライカ...) | (Instrumental) / Shigeki Sako / Shigeki Sako  | 3:38 |

| 1. | Balalaika (バラライカ...)                   |  |
| 2. | Balalaika (Dance Shot Ver.) (バラライカ...) |  |
| 3. | Making Eizō (メイキング映像)                |  |